# Tao-Klardžeti
Kraljevina Tao-Klardžeti, gruz. ტაო-კლარჯეთის სამეფო, je izraz koji se kao konvencija od strane modernih povjesničara koristi za opisivanje povijesnih jugozapadnih gruzijskih kraljevstava i kneževina koje se danas nalaze na području sjeveroistočne Turske i njenih provincija Erzurum, Artvin, Ardahan i Kars. Na početku su se koristili samo izrazi za dvije najvažnije provincije Tao i Klardžeti koje su pokrivale gruzijske zemlje od “Gruzijske klisure” (tur. Gürcü Boğazı) na jugu do Malog Kavkaza na sjeveru.
Oblast se kroz povijest sastojala od sljedećih pokrajina: zapadno od Arsiani planina (tur. Yalnızçam Dağları) su bile Tao/Tayk, Klardžetija i Šavšetija, a na istoku Samche, Erušeti, Džavahetija, Artaanii Kola. Njihov zemljopis i reljef su određivale planine i porječja Čorohija (tur. Çoruh) i Mtkvarijka (tur. Kura).
Položaj Tao-Klardžetija na granici dviju velikih carstava Zapada i Istoka, kao i to da je kroz nju prolazio jedan od ogranaka Puta svile značio je da je bila predmetom raznih političkih utjecaja. Od 9. do 11. stoljeća tom su oblasti vladali tzv. Iberijski Bagratidi, i imala je važnu ulogu u ujedinjenju gruzijskih kneževina u jedinstvenu feudalnu državu 1008. godine.

## Vanjske poveznice
- Virtualni muzej (en)  Arhivirana inačica izvorne stranice od 9. veljače 2008. (Wayback Machine)
- Spomenici (en)  Arhivirana inačica izvorne stranice od 13. svibnja 2006. (Wayback Machine)
- Fotografije Artvin İla  Arhivirana inačica izvorne stranice od 19. svibnja 2006. (Wayback Machine)
- Crnomorska regija, Turska (tr)  Arhivirana inačica izvorne stranice od 9. veljače 2008. (Wayback Machine)
- Vladari Tao Klardžetija (gruz)  Arhivirana inačica izvorne stranice od 8. ožujka 2021. (Wayback Machine)
- Manastiri i crkve (gruz)[neaktivna poveznica]